# 柏街 (雪梨)

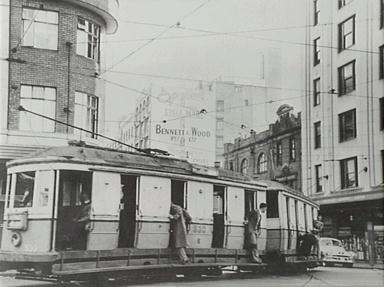
必街夾柏街處的電車，攝於1950年

柏街是澳洲新南威爾斯州雪梨商業中心區的一條街道，西起都勞街（Druitt Street）及佐治街，東至書院街，並於該處轉為威廉街。
伊利沙伯街與書院街之間的柏街路段曾有電車軌道，1960年因電車停運拆除。

## 外部連結
- Shirley Fitzgerald - City of Sydney History Unit. . Dictionary of Sydney. 2008  [28 September 2015]. （原始内容存档于2024-03-26）. [CC-By-SA]